# 汪浩 (1930年)
汪浩（1930年2月18日—2023年1月1日），江苏常州人，生于上海，中国系统工程专家，中国人民解放军少将。

## 生平
1952年，毕业于清华大学数学系。1952年，加入中国共产党，参军入伍，任教于中国人民解放军军事工程学院。1979年，改任中国人民解放军国防科学技术大学系统工程与数学系教授，1982年任系统工程与应用数学系主任。1984年，任国防科学技术大学政委。1988年，授少将军衔。他还是中国共产党第十三次全国代表大会代表，中国人民政治协商会议第八届、九届全国委员会委员。
2023年1月1日，汪浩因病医治无效，于长沙逝世，享年93岁。新华社于1月17日发布讣告，后刊登在2月2日的《解放军报》及2月3日的《人民日报》。